# Brass Island
Brass Island ist eine Insel im Nigerdelta in Nigeria.
Auf der Insel liegt die Stadt Brass. Diese erhielt ihren Namen von einem nahe gelegenen Fluss, der von den Briten wahrscheinlich deshalb Brass River genannt wurde, weil die ersten britischen Händler Messinggegenstände im Austausch gegen Palmöl und Sklaven einführten. Fähren verbinden die Stadt mit Yenagoa, Hauptstadt des nigerianischen Bundesstaaten Bayelsa und dem Wirtschaftszentrum Port Harcourt.